# Initiative féministe
Initiative féministe (Feministiskt initiativ, abrégé en Fi ou F!) est un parti politique suédois féministe fondé en avril 2005.

## Histoire
L'Initiative féministe a été présentée au public lors d'une conférence de presse organisée le 4 avril 2005 à Stockholm par l'ancienne présidente du Parti de gauche, Gudrun Schyman, l'universitaire Tiina Rosenberg, la syndicaliste étudiante Sofia Karlsson (sv), la militante féministe Monica Amante (sv) et par Susanne Linde. Une semaine plus tard, 2 000 personnes souhaitaient adhérer au parti.
Lors des élections générales de 2006, le parti, qui durant la campagne a reçu le soutien entre autres de Jane Fonda et de Eve Ensler, n'a récolté que 0,68 % des votes, score faisant de lui le second plus grand parti non-présenté au Riksdag, derrière les Démocrates de Suède mais devant le Parti pirate. Le parti n’étant alors pas parvenu à entrer au Riksdag, des doutes sont survenus quant à sa survie. Le 20 février 2007, la direction du parti a annoncé son intention de se focaliser sur la sensibilisation féministe des Suédois le temps de déterminer s'il pouvait se présenter aux élections suivantes.

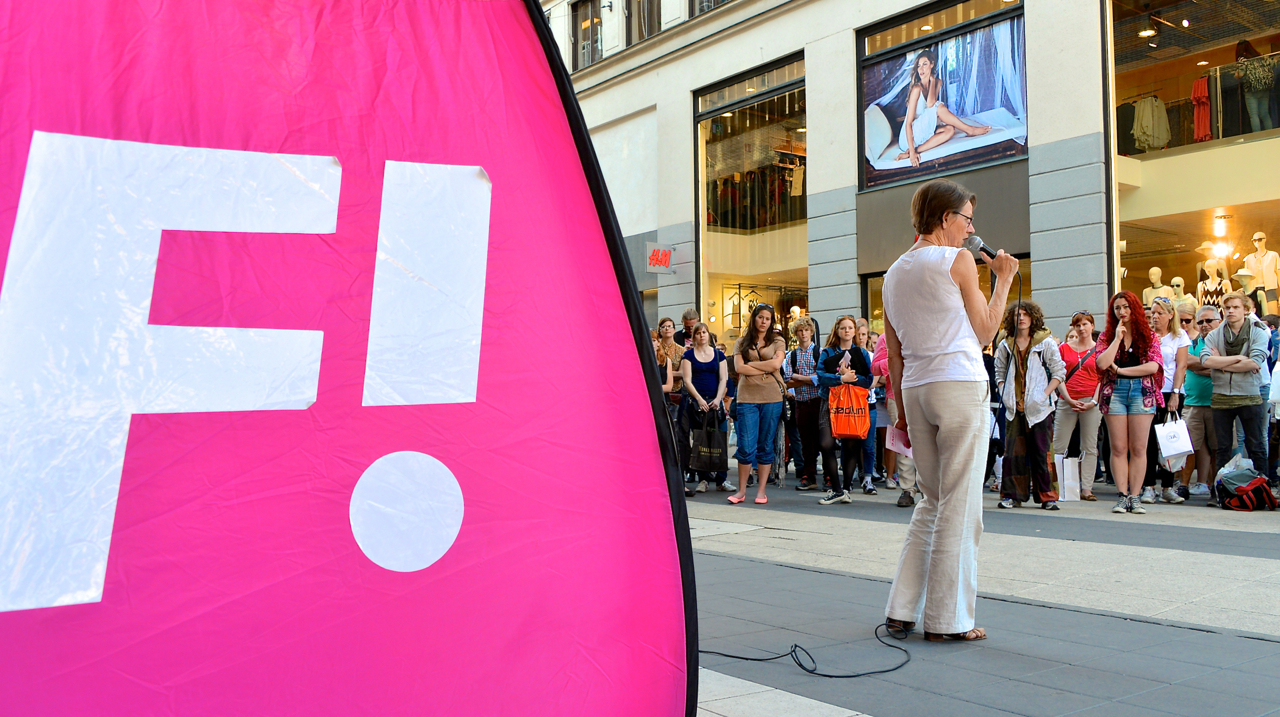
Gudrun Schyman lors de la campagne des européennes de 2014 à Stockholm

Le parti s'est présenté aux élections européennes de 2009, et y a récolté 2,2 % des suffrages exprimés, réalisant notamment des scores élevés dans les grandes villes, telles que Stockholm ou Malmö. Cette importante progression ne s'est néanmoins pas confirmée lors des élections suédoises de 2010, la formation féministe ne recevant que 0,40% des voix, et terminant derrière le Parti pirate.
Toutefois lors des élections européennes de 2014, Fi a obtenu 5,3 % des suffrages exprimés, permettant d'une de ses membres, en la personne de Soraya Post, qui siège depuis juin 2014 au sein du groupe de l'Alliance progressiste des socialistes et démocrates au Parlement européen.

## Idéologie et programme
L'idéologie et le programme d'Initiative féministe s'inspirent de la notion sociologique de l'intersectionnalité des rapports sociaux de domination, et se trouvent donc à la jonction entre le mouvement ouvrier, le black feminism, l'écoféminisme, le militantisme LGBT et queer, ainsi que celui en faveur des personnes handicapées.
Lors de leur assemblée du 9 septembre 2005, les membres du parti ont voté les orientations de F! sur plus de 200 sujets, dont sont tirés les principes généraux suivants :
- égalité salariale entre les salariés du secteur public (majoritairement des femmes) et du privé (majoritairement des hommes) ;
- passage de la responsabilité des maisons d’hébergement pour les femmes ayant subi des violences conjugales du secteur associatif aux comtés
- lutte contre le chômage et les temps partiels subis, et promotion de la semaine de 30 heures
- répartition égale et obligatoire du congé de paternité et du congé de maternité
- réforme de la politique de logement
- droit de choisir librement un prénom pour soi-même et pour ses enfants, même quand ce nom est traditionnellement associé à l’autre sexe
- réforme de la définition légale de viol, pour faire du manque de consentement une évidence suffisante lors d'un procès judiciaire
- parité hommes-femmes dans le règlement des retraites
- augmentation du budget des soins obstétriques.
- reconnaissance de l'homophobie et des violences de genre comme des causes de demande d'asile

## Résultats électoraux

### Élections parlementaires (Riksdag)
| Année | Élus    | Voix    | %    | Rang |
| ----- | ------- | ------- | ---- | ---- |
| 2006  | 0 / 349 | 37 954  | 0,7  | 9e   |
| 2010  | 0 / 349 | 24 139  | 0,4  | 10e  |
| 2014  | 0 / 349 | 194 719 | 3,1  | 9e   |
| 2018  | 0 / 349 | 29 665  | 0,5  | 9e   |
| 2022  | 0 / 349 | 3 157   | 0.05 | 16e  |

### Élections européennes
| Année | Députés | Voix    | %    | Rang | Groupe |
| ----- | ------- | ------- | ---- | ---- | ------ |
| 2009  | 0 / 18  | 70 434  | 2,22 | 11e  |        |
| 2014  | 1 / 20  | 204 005 | 5,49 | 9e   | S&D    |
| 2019  | 0 / 20  | 32 143  | 0,77 | 9e   | S&D    |